# Stenella
Genre
Statut CITES
Stenella est un genre de la famille des dauphins.

## Liste des espèces
- Stenella coeruleoalba — dauphin bleu et blanc
- Stenella clymene — dauphin clymène
- Stenella longirostris — dauphin à long bec
- Stenella frontalis — dauphin tacheté de l'Atlantique
- Stenella attenuata — dauphin tacheté pantropical

On les trouve dans les mers tropicales et tempérées tout autour du monde : c'est un des dauphins les plus connus et les plus répandus, avec l'espèce Tursiops truncatus, notamment parce qu'ils se glissent volontiers dans l'étrave des bateaux qu'ils croisent. Les individus de plusieurs de ces espèces n'ont pas de taches à leur naissance ; des taches sombres apparaissent au cours de leur croissance.
Ce nom de genre a été créé par John Gray en 1866, à partir du diminunitif latinisé du mot grec « stenos » (étroit). Il était voulu au départ comme un sous-genre du Steno, alors qu'il s'agit bien de deux genres nettement différents (Steno et Stenella).

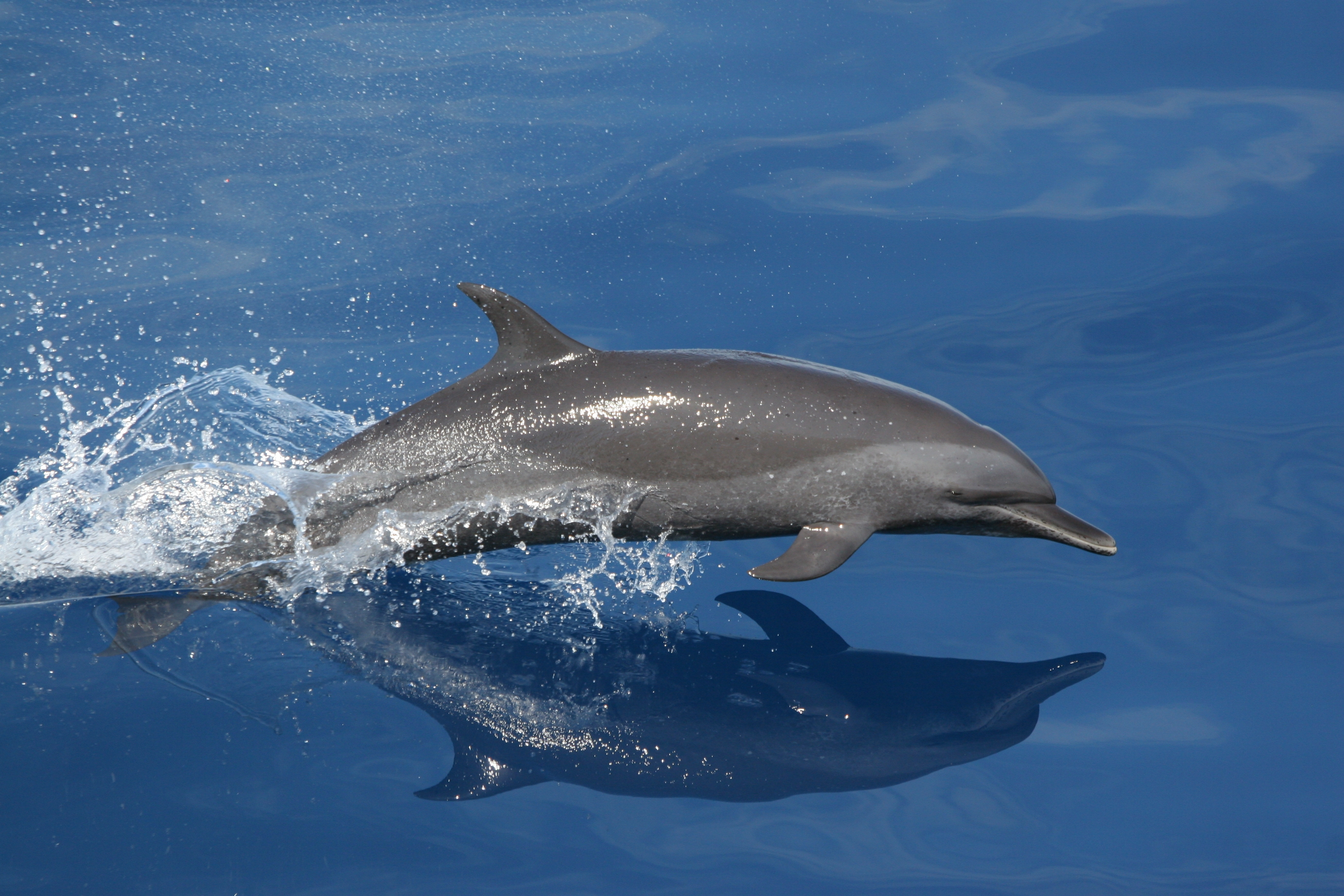
Stenella attenuata
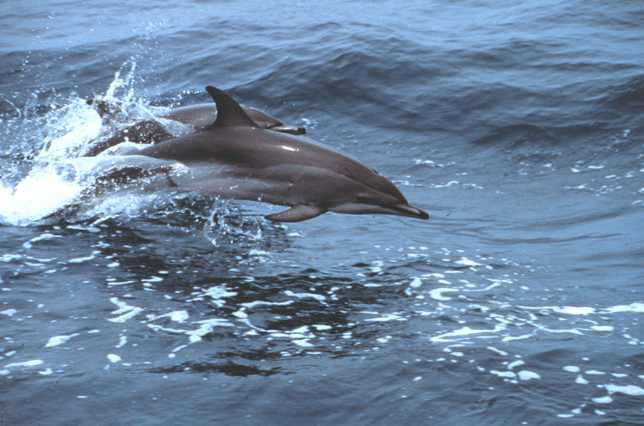
Stenella clymene
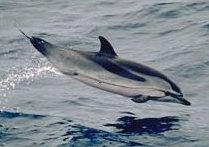
Stenella coeruleoalba
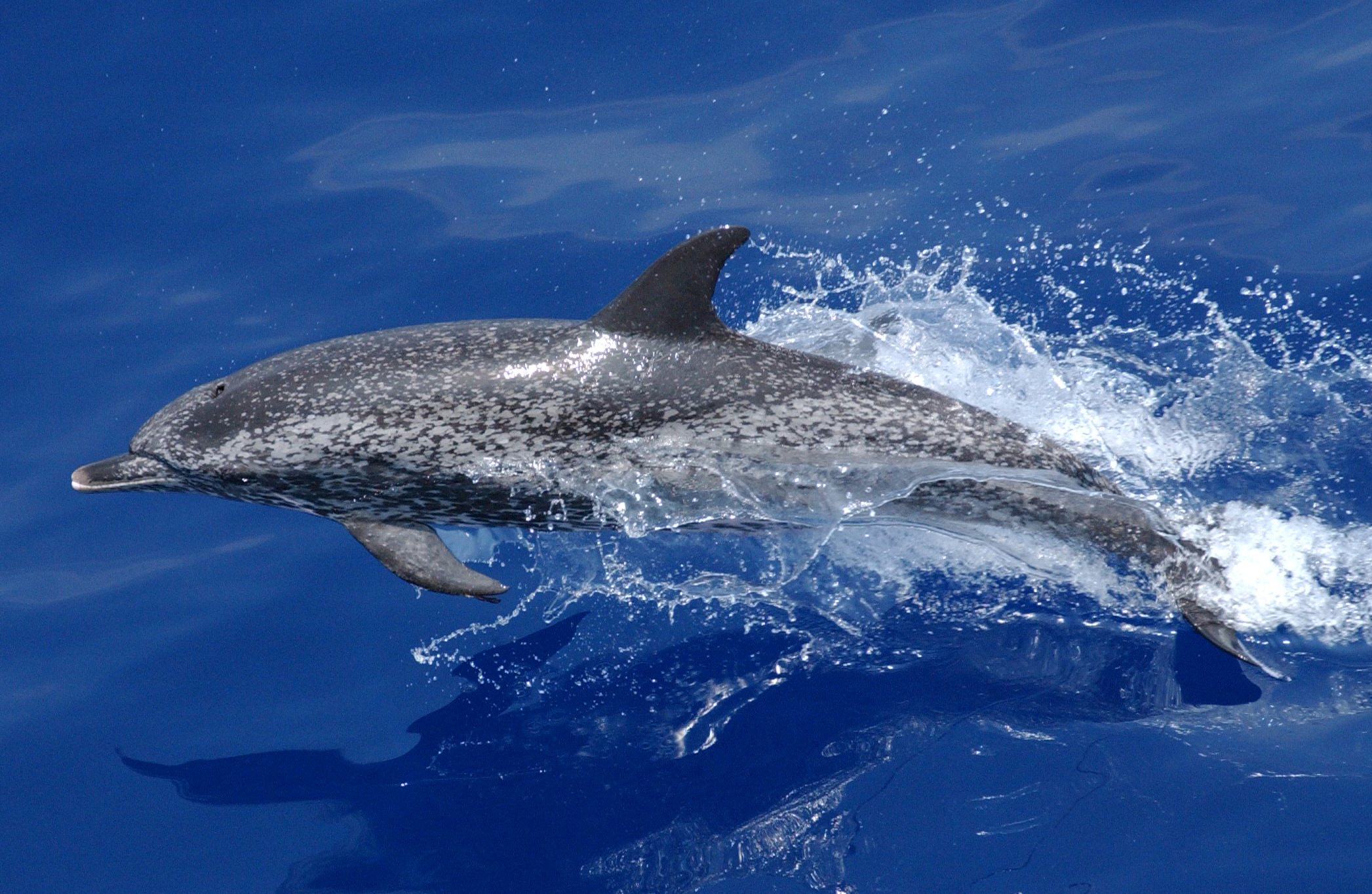
Stenella frontalis
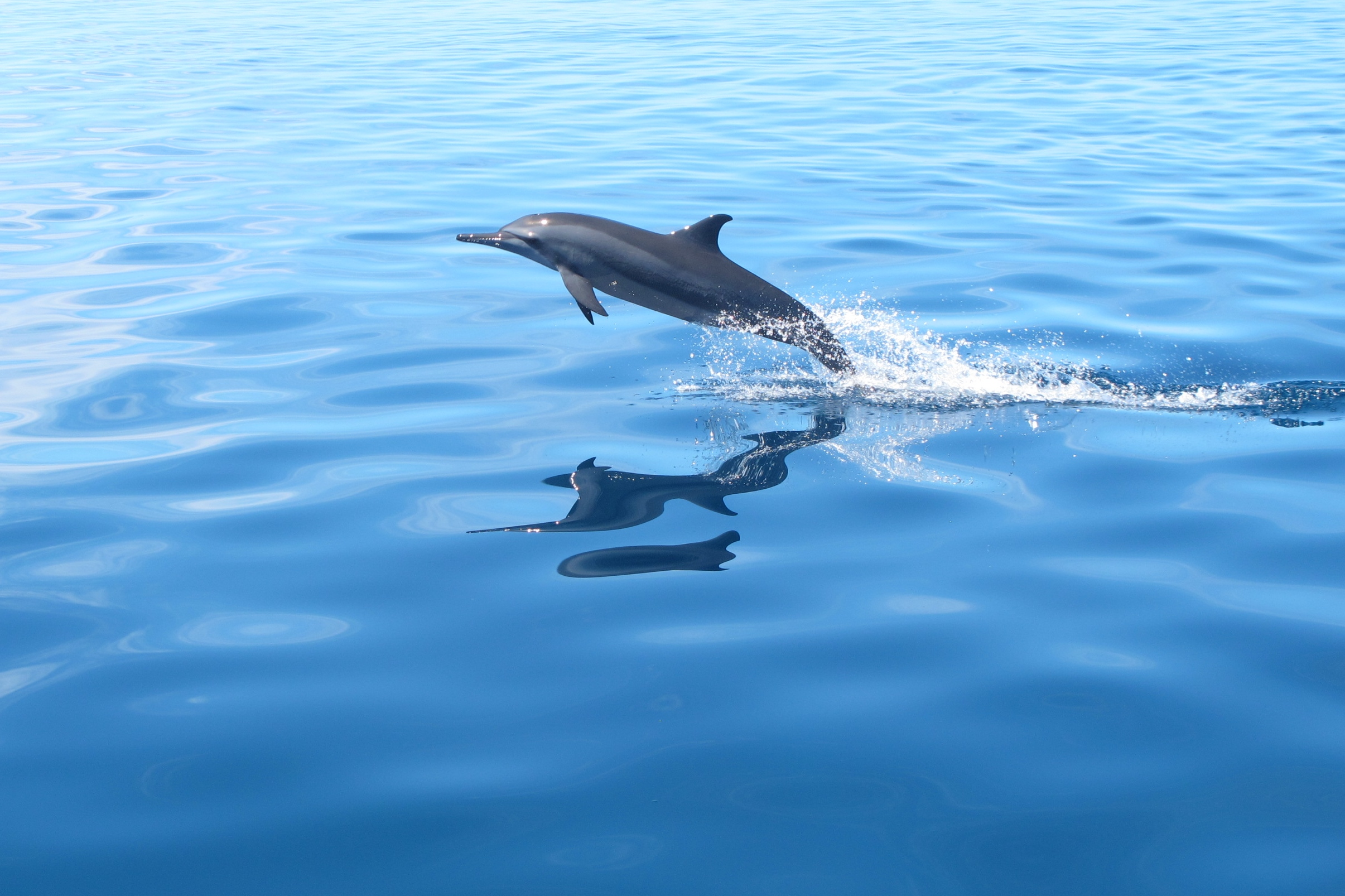
Stenella longirostris